# آنت (یوتا)
آنت (به انگلیسی: Aneth) یک منطقهٔ مسکونی در ایالات متحده آمریکا است که در شهرستان سن‌خوآن، یوتا واقع شده‌است. آنت ۳۰٫۴ کیلومتر مربع مساحت و ۵۹۸ نفر جمعیت دارد و ۱٬۳۷۵ متر بالاتر از سطح دریا واقع شده‌است.